# Convenció Democràtica Romanesa
Convenció Democràtica Romanesa (romanès Convenţia Democrată Română, CDR) fou una coalició política de Romania formada de cara a les eleccions legislatives romaneses de 1992 pel Partit Nacional Democristià Agrari (PNŢCD) i pel Partit Nacional Liberal per tal d'enfrontar-se al Front de Salvació Nacional, però fou la segona força més votada (amb 82 diputats i 25 senadors). A les eleccions locals de 1992 va obtenir l'alcaldia de Bucarest i la de les principals ciutats romaneses, però el FSN va conservar les zones rurals.
La coalició tornà a presentar-se a les eleccions legislatives romaneses de 1996, i se li uniren el Partit Ecologista de Romania, el Partit Nacional Liberal-Convenció Democràtica i la Federació Ecologista Romanesa. Dirigida per Emile Constantinescu, fou la força més votada, amb 3.692.321 vots i 122 escons (	30,17% dels vots). El repartiment d'escons per partits fou:
- PNŢCD - 83 diputats
- PNL - 25 diputats
- PNL-CD - 5 diputats
- PAR - 3 diputats
- PER - 5 diputats
- FER - 1 diputat

Formà part del govern de coalició presidit per Victor Ciorbea. El 2000 es trencà la coalició i a les eleccions legislatives romaneses de 2000 els diferents partits es presentaren per separat.